# Paravespa mimetica
Paravespa mimetica är en stekelart som först beskrevs av Schulthess 1923.  Paravespa mimetica ingår i släktet Paravespa och familjen Eumenidae. Inga underarter finns listade i Catalogue of Life.